# Richard Leakey
Richard Erskine Frere Leakey (Nairóbi, 19 de dezembro de 1944 – Nairóbi, 2 de janeiro de 2022) foi um paleoantropólogo, conservacionista e político queniano, membro da família Leakey. Leakey exerceu vários cargos no Quénia, sobretudo em instituições de arqueologia e conservação da vida selvagem. Dirigiu o Museu Nacional do Quénia, fundou a ONG WildlifeDirect e dirigiu o Serviço de Vida Selvagem do Quénia.

## Trabalhos
Os primeiros trabalhos publicados de Leakey incluem Origins e The People of the Lake (ambos com Roger Lewin como co-autor), The Illustrated Origin of Species e The Making of Mankind (1981).
- Origins (com Roger Lewin) (Dutton, 1977)
- People of the Lake: Mankind and its Beginnings (com Roger Lewin) (Anchor Press/Doubleday, 1978)
- Making of Mankind (Penguin USA, 1981)
- One Life: An Autobiography (Salem House, 1983)
- Origins Reconsidered (with Roger Lewin) (Doubleday, 1992)
- The Origin of Humankind (Perseus Books Group, 1994)
- The Sixth Extinction (com Roger Lewin) (Bantam Dell Pub Group, 1995)
- Wildlife Wars: My Fight to Save Africa's Natural Treasures (com Virginia Morell) (St. Martin's Press, 2001)